# María José García Beato
María José García Beato (Còrdova, 27 de maig de 1965) és una jurista i banquera espanyola que actualment exerceix el càrrec de consellera de Banc Sabadell.
És llicenciada en dret per la Universitat de Còrdova, va aprovar les oposicions per advocada de l'Estat i va treballar a l'Administració Pública. El 2005 es va incorporar a Banc Sabadell com a directora de l'assessoria jurídica. L'abril de 2008 va esdevenir secretària general de l'entitat. El maig de 2018 es va anunciar el seu nomenament com a consellera executiva de Banc Sabadell.